# Wiesbaden

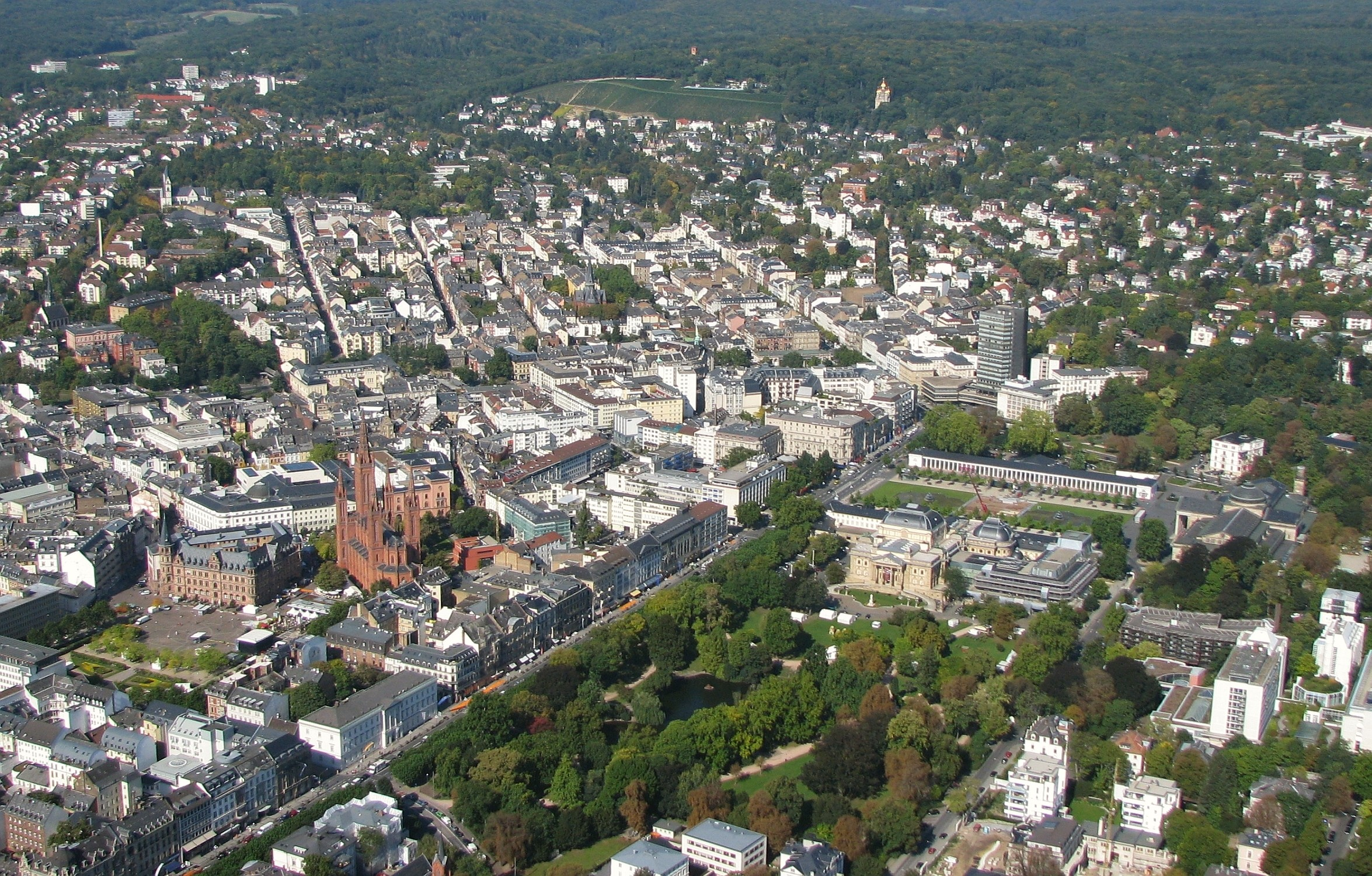
Luchtfotografie

Wiesbaden is een kreisfreie Stadt in Duitsland aan de rechteroever van de Rijn, tegenover de stad Mainz. Wiesbaden is hoofdstad van de deelstaat Hessen. De stad telt 278.609 inwoners (31 december 2020) op een oppervlakte van 203,87 km². Wiesbaden is daarmee op Frankfurt na qua inwonertal de grootste stad van Hessen. Op 31 december 2020 had 23,55% van de inwoners een niet-Duits staatsburgerschap (65.615 niet-Duitsers) en hadden 475 inwoners het Nederlandse staatsburgerschap.
In Wiesbaden zetelen de Duitse federale recherche (Bundeskriminalamt) en het federale bureau voor de statistiek (Statistisches Bundesamt). Wiesbaden heeft meerdere natuurlijke waterbronnen, waarvan sommige naar verluidt een genezende werking hebben.

## Geschiedenis
In de Romeinse tijd werden er verschillende militaire versterkingen gebouwd rond de bronnen van Wiesbaden, waarvan de eerste tussen 14 en 16 n.Chr. werd aangelegd. Rond 40 n.Chr. verrees een kamp dat in het jaar 68/69 werd verwoest. Vanaf keizer Vespasianus werden diverse versterkingen gebouwd, waaronder een stenen fort onder keizer Domitianus. Dat laatste fort werd in de jaren 121-122 verlaten door het garnizoen. De oudste vermelding dateert uit diezelfde jaren: de plaats wordt op een mijlpaal uit 121/122 genoemd als Castellum Mattiacorum. Bij het fort was de vicus Aquae Mattiacorum ontstaan, met de thermen als belangrijkste economische activiteit. Deze baden waren rond 89/90 gebouwd. De verering van de plaatselijke godin Diana Mattiaca vond hier eveneens plaats. Rond 259 vond een terugval in inwoneraantal plaats als gevolg van het bezwijken van de limes. In de 4e eeuw werd de plaats gebruikt als versterkt bruggenhoofd voor de stad Mogontiacum (Mainz). De Romeinen behielden de plaats tot begin 5e eeuw.
In de Middeleeuwen groeide Wiesbaden uit tot een kleine stad.
Wiesbaden was onderdeel van het Hertogdom Nassau, en zo verbonden met het Huis Nassau. Ter nagedachtenis is een standbeeld van Willem van Oranje geplaatst op het plein voor de (Marktkirche). In de 19e eeuw ontwikkelde Wiesbaden zich tot een internationaal kuuroord. De stad werd een geliefd woonoord voor welgestelden en renteniers en groeide daardoor snel.
Tussen 1892 en 1935 bestond er een Bezirksverband Wiesbaden. Sinds 1922 werd de vlag van het voormalige hertogdom Nassau-Dietz gebruikt als stads- en verbandsvlag. Deze vlag bestond uit de kleuren van het voormalige hertogdom; blauw en oranje (Duits: gold) in horizontale banden. Het was een van de weinige vlaggen in het Duitse Rijk die ooit de kleur oranje gedragen heeft.
Wiesbaden doorstond de Tweede Wereldoorlog als een van de weinige Duitse grote steden relatief ongeschonden, mede omdat de Amerikanen de stad tot een van hun hoofdkwartieren hadden benoemd. Na de oorlog werd de plaats aangewezen als hoofdstad van de deelstaat Hessen en brak een nieuwe groeiperiode aan.
In Erbenheim-bij-Wiesbaden ligt de Lucius Clay-legerbasis, het Europese hoofdkwartier van de Amerikaanse landmacht.

## Geografie

### Topografie
Wiesbaden ligt in de deelstaat Hessen in het zuidwesten van Duitsland. De stad bevindt zich in het uiterste noorden van de Boven-Rijnslenk en ten zuidwesten van de Taunus, een middelgebergte met toppen tot 880 meter. De stad is gelegen aan de oevers van de rivier de Rijn.
De stad heeft een totale oppervlakte van 347,9 km². Grote steden in de nabije omgeving van Wiesbaden zijn Frankfurt, Darmstadt en Mainz. De metropoolregio Frankfurt/Rijn-Main is met meer dan 5 miljoen inwoners een van de grootste metropoolregio's van Duitsland.
Wiesbaden ligt op een hoogte van 115 meter boven Normalnull. Het hoogste natuurlijke punt van de stad ligt op 608 meter boven Normalnull bij de Hohe Wurzel in de Taunus. Het laagste punt bevindt zich op 83 meter boven Normalnull en is te vinden in het centrum aan de "Schloßplatz" nabij het stadhuis.

### Stadsindeling

Overzicht van de 26 Ortsbezirke

Wiesbaden is verdeeld in 26 Ortsbezirke. Het kleinste Ortsbezirk is de Westend met een oppervlakte van slechts 0,67 km², het grootste is "Nordost" met een oppervlakte van ongeveer 20 km². Aan de oevers van de Rijn liggen Kostheim, Kastel, Amöneburg, Biebrich en Schierstein.

### Klimaat
Het klimaat van Wiesbaden is gematigd. De zomers en winters in de Boven-Rijnslenk behoren tot de warmste respectievelijk mildste van Duitsland. De jaargemiddelde temperatuur bedraagt 9,8°C. Dat is hoger dan andere grote Duitse steden als Hamburg (9,0 °C) Berlijn (8,9 °C) en München (7,6 °C). De warmste maand is juli (gemiddeld 18,6 °C), de koudste maand is januari (gemiddeld 1 °C). Jaarlijks valt gemiddeld 638 mm neerslag. In juni valt de meeste neerslag (68 mm), in februari en april het minst (41 mm).
| Maand                                      | jan | feb | mrt | apr | mei  | jun  | jul  | aug  | sep  | okt  | nov | dec | Jaar |
| ------------------------------------------ | --- | --- | --- | --- | ---- | ---- | ---- | ---- | ---- | ---- | --- | --- | ---- |
| Gemiddeld maximum (°C)                     | 4   | 6   | 11  | 15  | 20   | 23   | 25   | 25   | 20   | 14   | 8   | 5   | 14,7 |
| Gemiddelde temperatuur (°C)                | 1,0 | 2,2 | 5,5 | 9,4 | 13,8 | 17,0 | 18,6 | 18,0 | 14,6 | 10,0 | 4,9 | 2,1 | 9,8  |
| Gemiddeld minimum (°C)                     | −1  | −1  | 2   | 5   | 9    | 12   | 14   | 14   | 11   | 7    | 3   | 1   | 6,3  |
|                                            |     |     |     |     |      |      |      |      |      |      |     |     |      |
| Neerslag (mm)                              | 48  | 41  | 46  | 41  | 55   | 68   | 66   | 63   | 49   | 49   | 57  | 55  | 638  |
| Bron: klimadiagramme.de en weather.msn.com |     |     |     |     |      |      |      |      |      |      |     |     |      |

## Demografie

### Bevolkingssamenstelling
Onder de 278.919 inwoners die Wiesbaden op 31 december 2011 had, waren 47.843 buitenlanders, een percentage van 16,8. Een derde hiervan was afkomstig uit andere Europese landen. De tien omvangrijkste buitenlandse bevolkingsgroepen waren op 31 december 2012 de Turken (10.073), Italianen (3.868), Polen (4.103), Grieken (2.657), Serviërs (2.030), Marokkanen (1.667), Roemenen (1.456), Amerikaanse (1.294), Bulgaren (1.247) en Portugezen (1.229). Op diezelfde datum waren er circa 149 Belgen en ongeveer 431 Nederlanders woonachtig in Wiesbaden.

### Religie

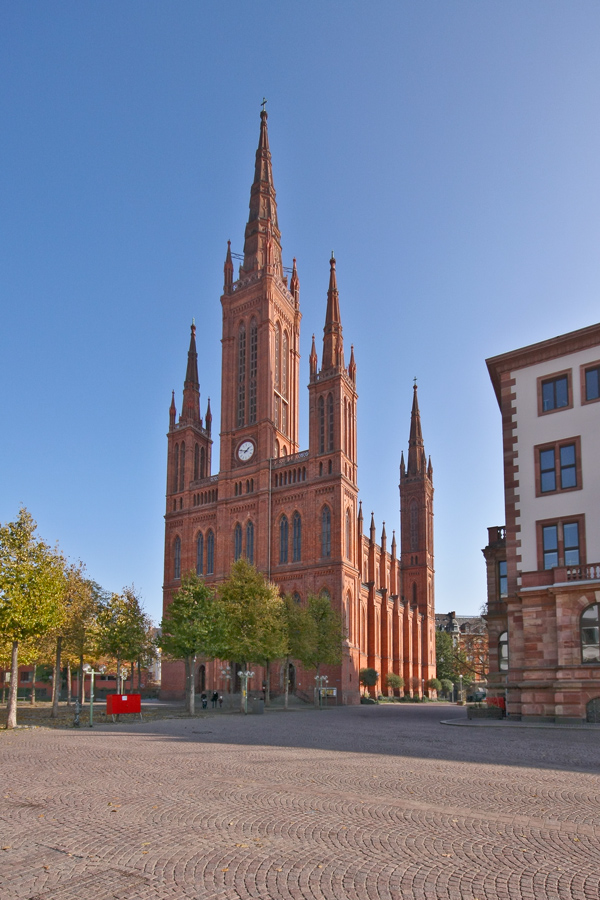
De Marktkirche is de belangrijkste protestantse kerk in Wiesbaden

In 2009 waren 65 495 inwoners (24%) lid van de Rooms-Katholieke Kerk, 78 007 (28%) van de Protestantse Kerk en 48% behoorde tot andere religies of helemaal geen religie. Het aandeel van de katholieken en protestanten ging in de laatste jaren terug, van 84 procent in 1970 tot op heden met ongeveer 52 procent.

## Politiek

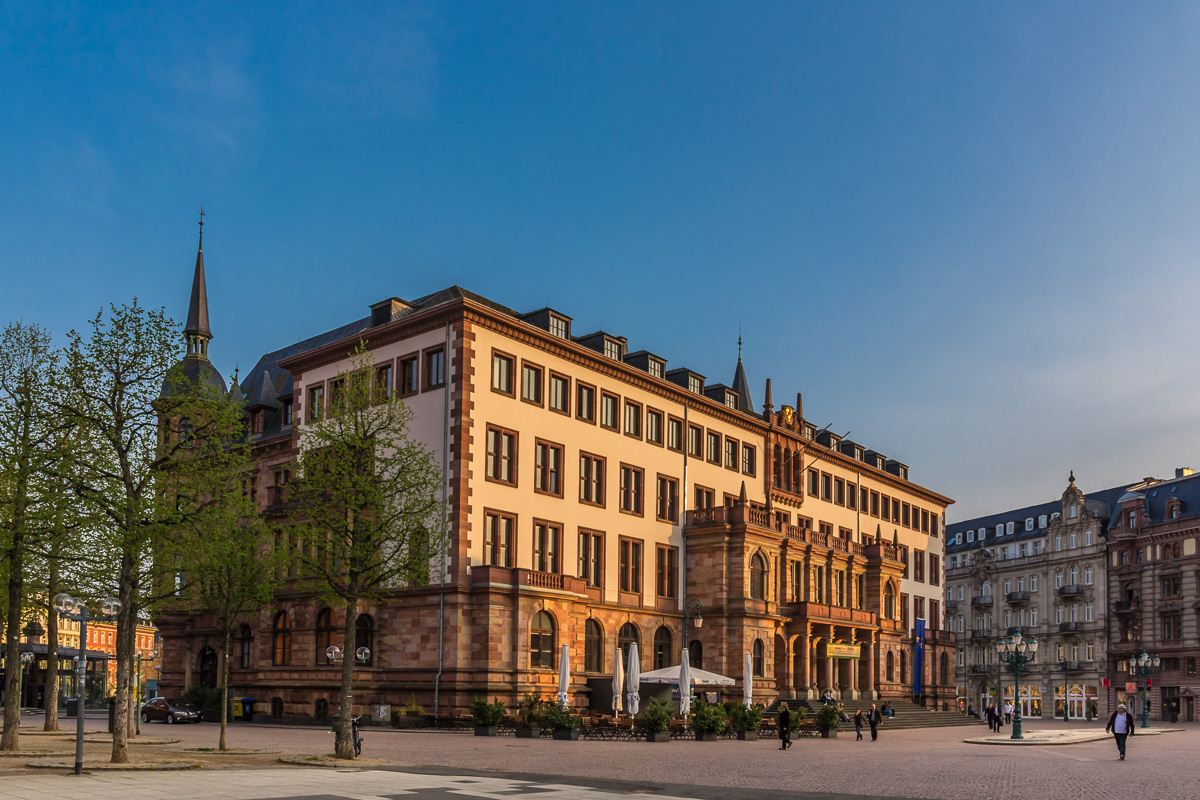
Het Neues Rathaus, het stadhuis van Wiesbaden

De verkiezingen voor de stadsraad werden het laatst gehouden op 27 maart 2011 voor een termijn van vijf jaar. De participatie van de kiezer is toegenomen van 39,6% in 2006 tot 41.2%. Van de 201.731 kiesgerechtigden, gingen 83.113 naar de stembus. De volgende gemeentelijke verkiezingen van Hessen zullen in Maart 2016 worden gehouden.

### Stadsraad - Actuele zetelverdeling
| Partijen        | Partijen                                     | Aandelen in % | Zetels |
| --------------- | -------------------------------------------- | ------------- | ------ |
| CDU             | Christelijk-Democratische Unie van Duitsland | 32.7          | 27     |
| SPD             | Sociaaldemocratische Partij van Duitsland    | 28.9          | 23     |
| De Groenen      | De Groenen                                   | 19.1          | 16     |
| FDP             | Vrije Democratische Partij                   | 5.0           | 4      |
| andere partijen | REP - Linke - FW - Piraten                   | 14.3          | 11     |
| totaal          | totaal                                       | 100           | 81     |

### Burgemeesters
In 2019 werd Gert-Uwe Mende als nieuwe burgemeester (Duits : Oberbürgermeister) verkozen. Zijn voorgangers staan in deze lijst:
| - 1849–1868: Heinrich Fischer, Bürgermeister - 1868–1882: Wilhelm Lanz, Bürgermeister - 1882–1883: Christian Schlichter, Bürgermeister - 1883–1913: Carl Bernhard von Ibell - 1913–1919: Karl Glässing - 1919–1929: Fritz Travers (DVP, van 1919 tot 1923 waarnemend Oberbürgermeister) - 1930–1933: Georg Krücke (DVP) - 1933–1937: Alfred Schulte (NSDAP) - 1937–1945: Erich Mix (NSDAP) - 1945–1946: Georg Krücke (FDP) - 1946–1953: Hans Heinrich Redlhammer (CDU) | - 1954–1960: Erich Mix (FDP) - 1960–1968: Georg Buch (SPD) - 1968–1980: Rudi Schmitt (SPD) - 1980–1982: Georg-Berndt Oschatz (CDU) - 1982–1985: Hans-Joachim Jentsch (CDU) - 1985–1997: Achim Exner (SPD) - 1997–2007: Hildebrand Diehl (CDU) - 2007-2013: Helmut Müller (CDU) - 2013-2019 : Sven Gerich (SPD) - 2019- : Gert-Uwe Mende (SPD) |

### Wapen
Het wapen van de stad Wiesbaden is blauw met drie gouden lelies, in de heraldiek Fleur-de-lis, die in de 16e eeuw voor het eerst in het stadszegel opdoken en vermoedelijk van Franse oorsprong zijn. De huidige vorm van het wapen werd officieel opgericht in 1906.

### Stedenbanden
De stad Wiesbaden heeft jumelages met twaalf steden:
- Klagenfurt, Oostenrijk (1930)
- Montreux, Zwitserland (1953)
- Friedrichshain-Kreuzberg, Duitsland (1964)
- Gent, België (1969)
- Fondettes, Frankrijk (1975)
- Ljubljana, Slovenië (1977)
- Kefar Sava, Israël (1981)
- San Sebastian, Spanje (1981)
- Wrocław, Polen (1987)
- Royal Tunbridge Wells, Engeland (1989)
- Görlitz, Duitsland (1990)
- Ocotal, Nicaragua (1990)
- Fatih, Turkije (2012)

Ook het Ortsbezirk Biebrich, een voormalige zelfstandige gemeente, heeft een stedenband: sinds 2009 is er een jumelage met de zwitsers stad Glarus.

## Economie en werk
In 2008 had Wiesbaden een bbp per hoofd van de bevolking van ongeveer € 77.500, en was daarmee na Frankfurt de welvarendste stad in Hessen en een van de welvarendste in Duitsland. In vergelijking met de koopkracht van Duitsland bereikte Wiesbaden in 2012 een index van 114 (Duitsland: 100), wat overeenkomt met een koopkracht per inwoner van € 23.500 en is daarmee de tiende welvarendste stad van Duitsland en tweede in Hessen. De hoogste koopkracht van de stadsdelen heeft Sonnenberg met € 32.317 per inwoner.

### Ondernemingen

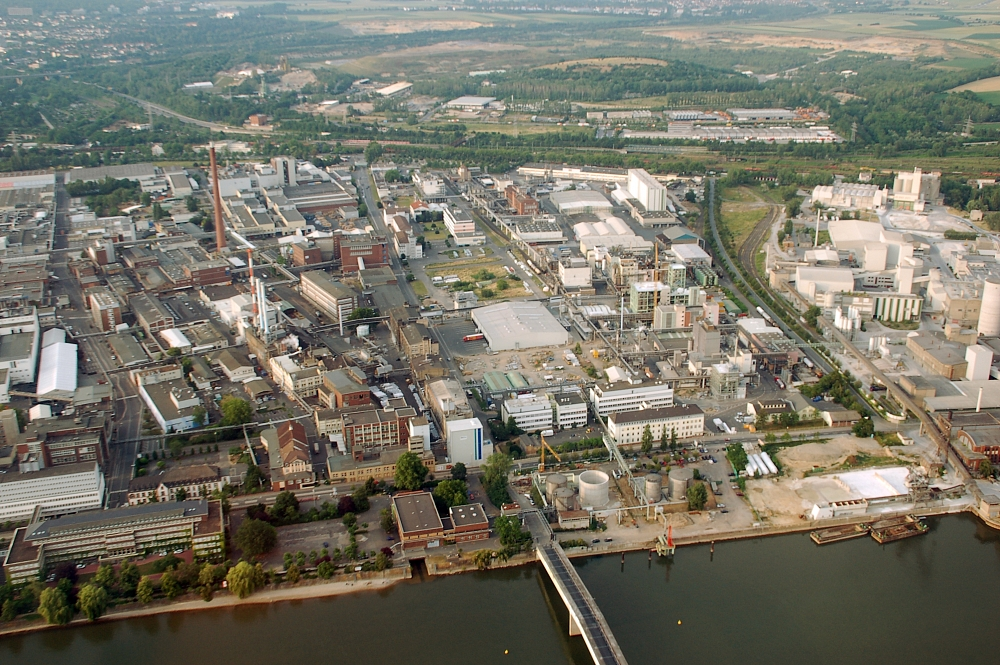
Luchtfoto uitzicht op de Industriepark Kalle-Albert

In de stad zijn een aantal internationale bedrijven gevestigd bijvoorbeeld Abbott, CSC, Ferrari, Federal-Mogul, SCA en Melbourne IT. Duitse bedrijven met hun hoofdkantoor zijn fabrikant van koolstofvezels SGL Carbon, cementbedrijf Dyckerhoff, fabrikant van vorkliften Kion GROUP en de verzekeringen DBV-Winterthur en R+V Versicherung. Het Industriepark Kalle-Albert is een 1 km² groot industrieterrein van het voormalige chemische bedrijf Hoechst AG. Het bevindt zich in de zuidelijk gelegen stadsdelen Biebrich en Amöneburg. Het industrieterrein is gelegen aan de oevers van de Rijn. Het Industriepark ligt ongeveer 5 kilometer zuidelijk van het centrum van Wiesbaden. Ten noordoosten van het terrein ligt S-Bahn-station Wiesbaden Ost. Het station ligt aan de spoorlijn Frankfurt - Wiesbaden. Er zijn ook nog andere industriegebieden, die met de auto goed te bereiken zijn.

### Winkelen
De drukste winkelstraten van Wiesbaden zijn de Kirchgasse en de Langgasse. De Kirchgasse is een van de meest bezochte winkelstraten in Duitsland . Naast vele kleine winkels hebben de meeste grote (kleding-)winkelketens zoals H&M, Mango, Zara, C&A, Kaufhof, Karstadt en Peek & Cloppenburg er een vestiging. De luxe-winkelstraat is de Wilhelmstraße nabij het Kurhaus. Verder heeft Wiesbaden twee grote winkelcentra, de Liliencarre nabij het centraal station en het Luisenforum aan de Kirchgasse. De kleinere winkels liggen voornamelijk in het oude centrum en in de zijstraat van de Kirchgasse en Langgasse.

### Media
In Wiesbaden zijn studio’s van de publieke omroepen HR en ZDF gevestigd. Uit Wiesbaden komen daarnaast de programma’s van de regionale zender TV-Wiesbaden. Het plaatselijke dagblad is de Wiesbadener Kurier. De kleinere concurrent, het Wiesbadener Tageblatt, verschijnt sinds 2020 niet meer.

## Cultuur

### Bezienswaardigheden

#### Kerken
- Marktkerk
- Hoofdkerk
- Kerk van Maria, Hulp der Christenen
- Sint-Bonifatiuskerk
- Drievuldigheidskerk
- Ringkerk
- Bergkerk
- Lutherkerk
- Oranje-Gedachteniskerk
- Heilig-Hartkerk (Sonnenberg)
- Heilig-Hartkerk (Biebrich)

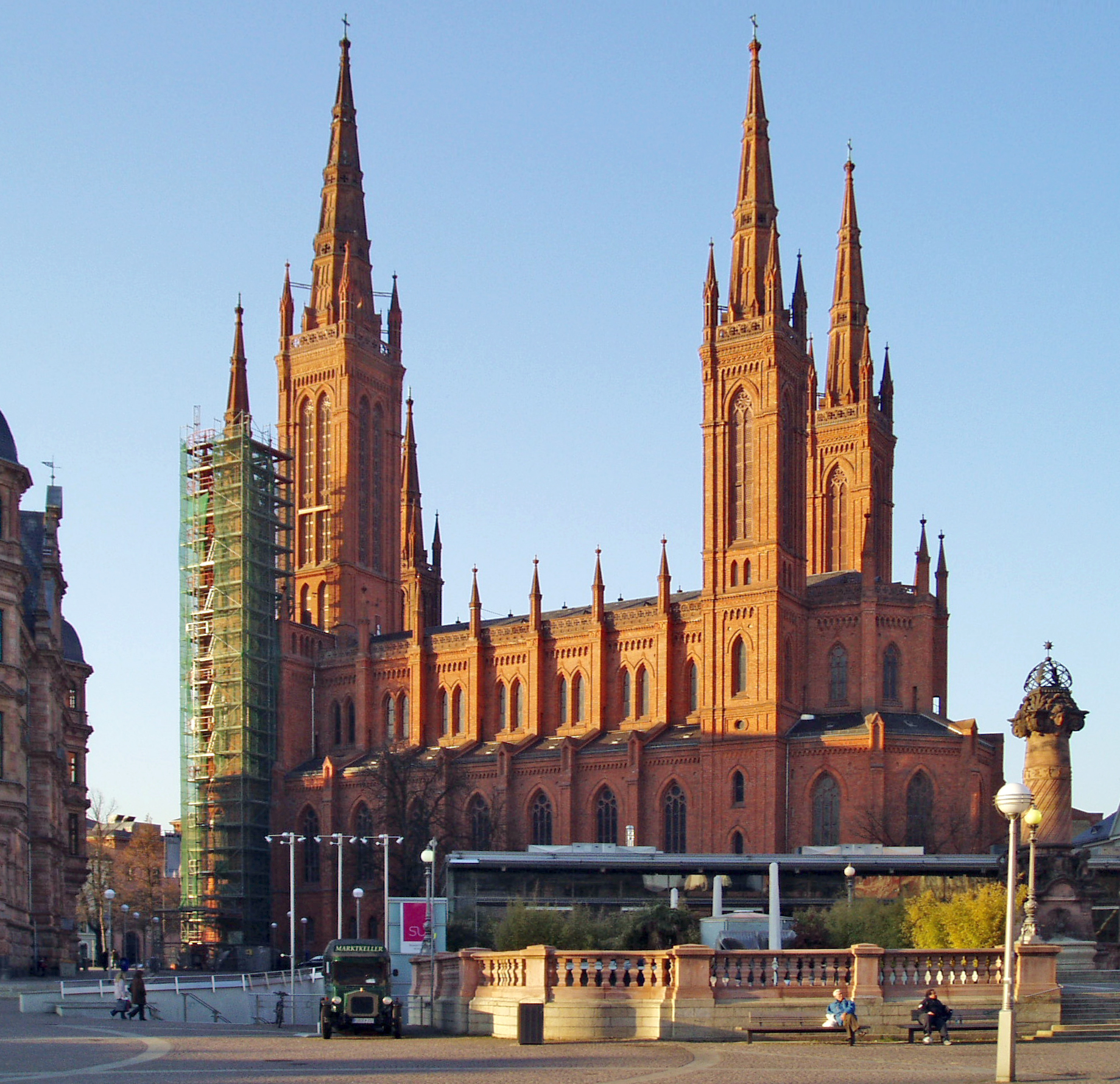
Marktkirche is de evangelische hoofdkerk van Wiesbaden
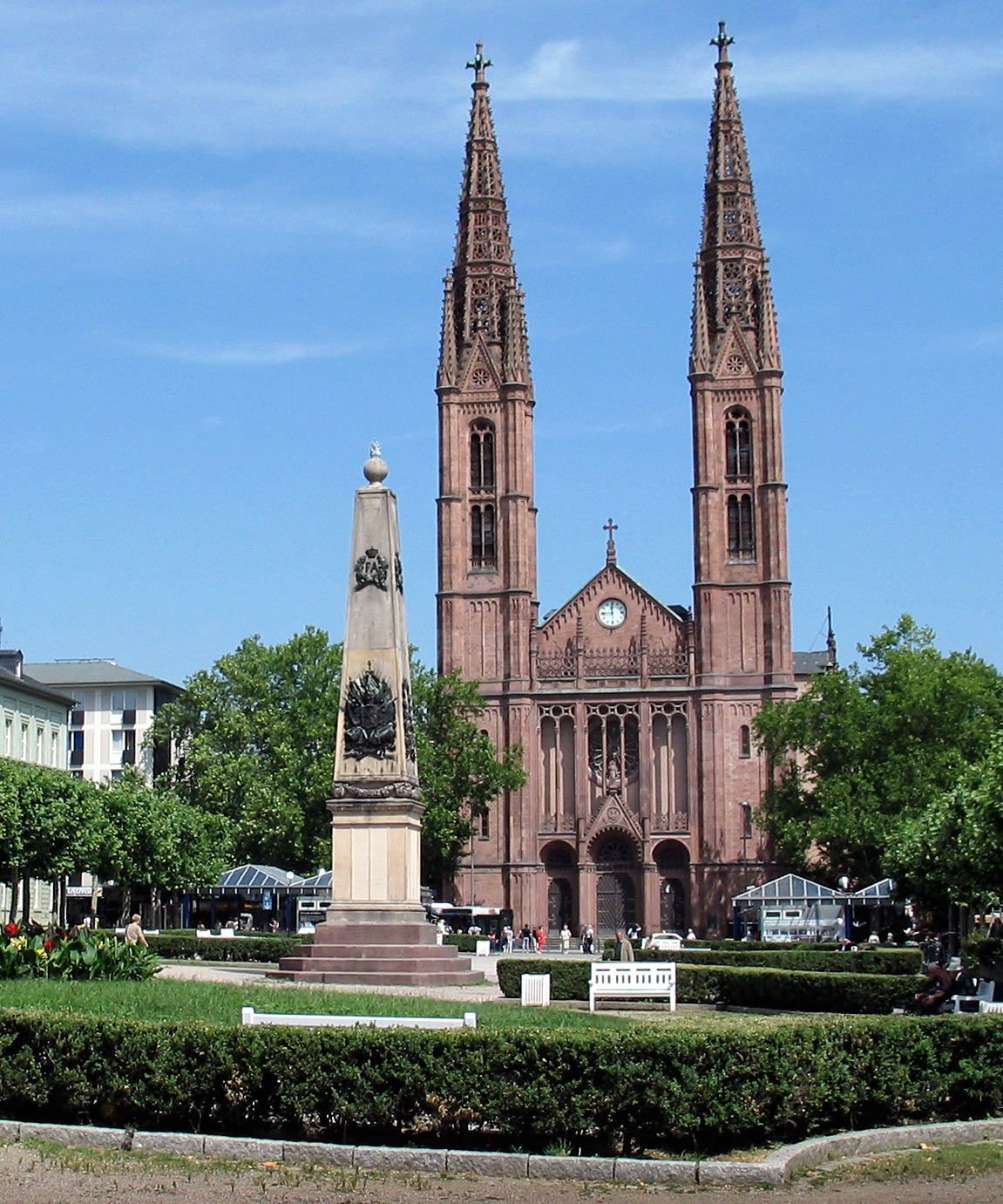
St. Bonifatiuskerk, de katholieke hoofdkerk van de stad
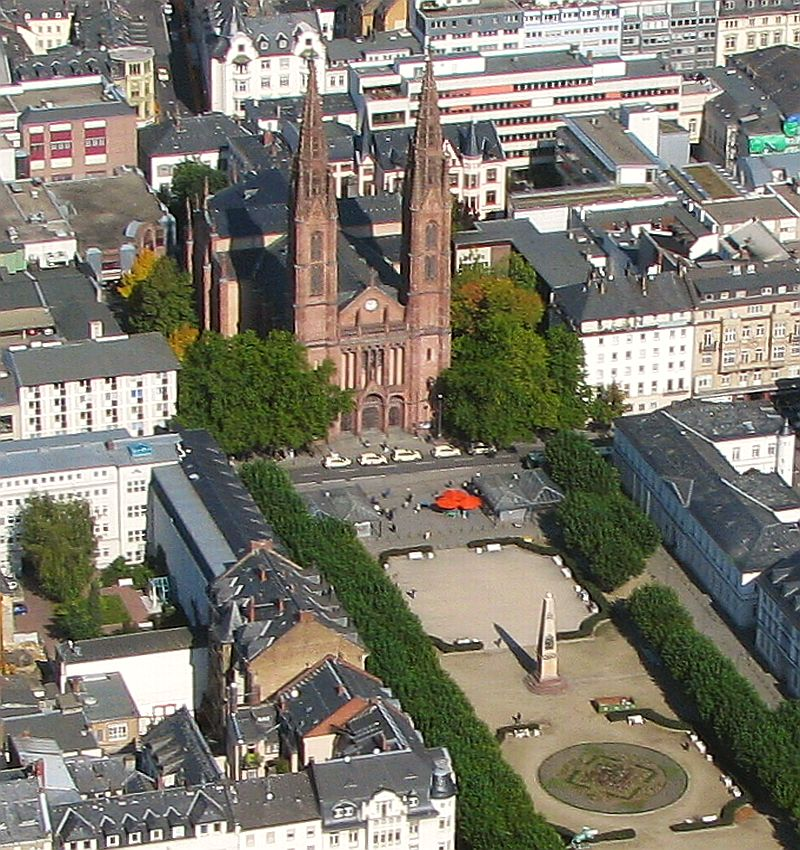
St. Bonifatiuskerk op Luisenplatz
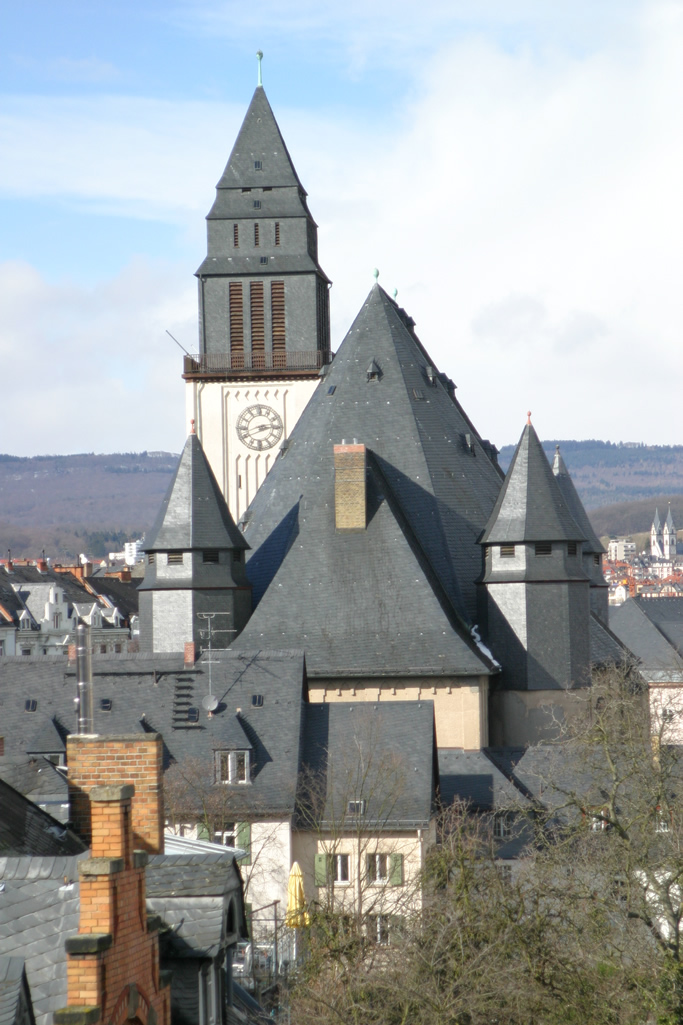
De Lutherkerk, de vierde evangelische kerk van de stad
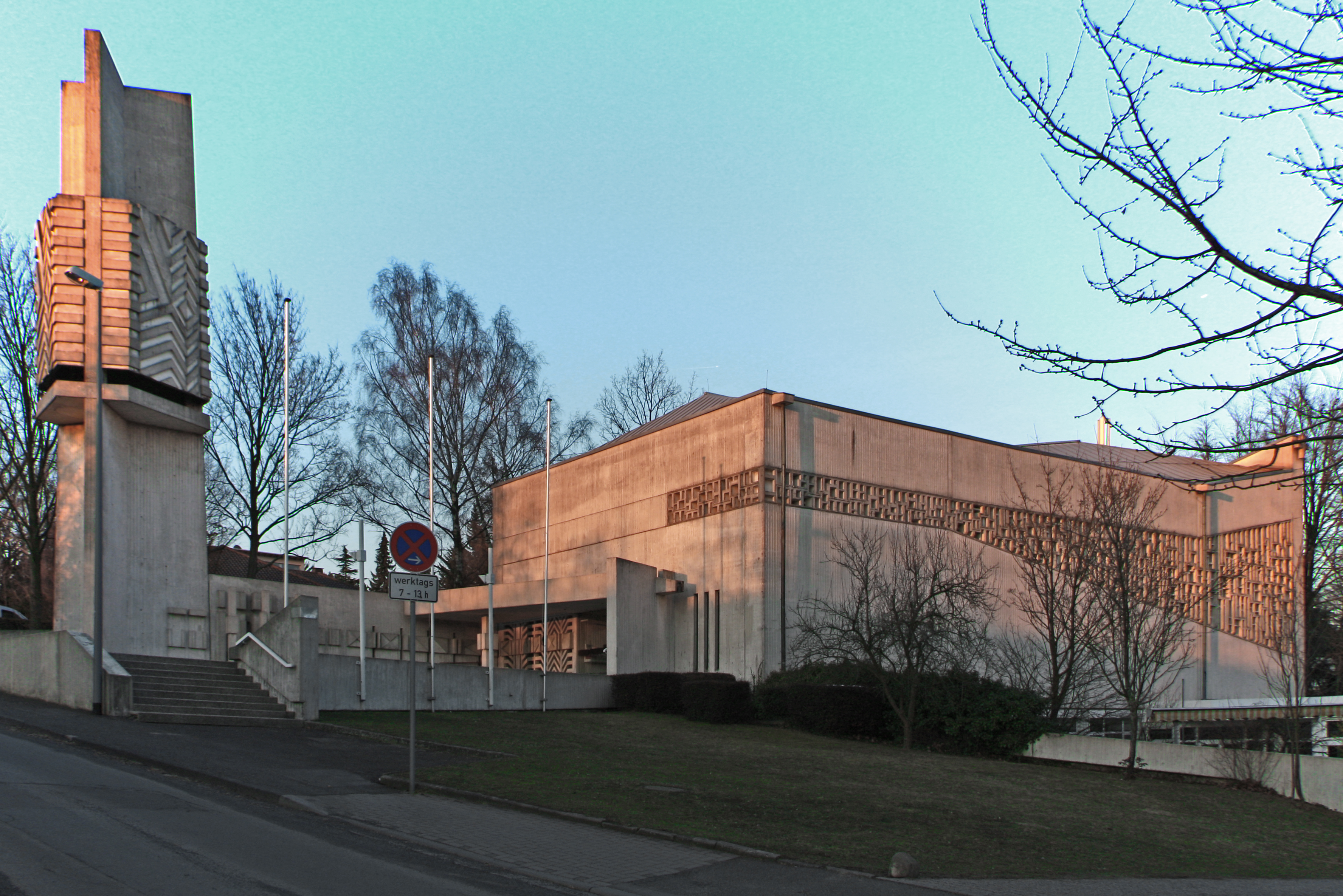
St. Mauritiuskerk
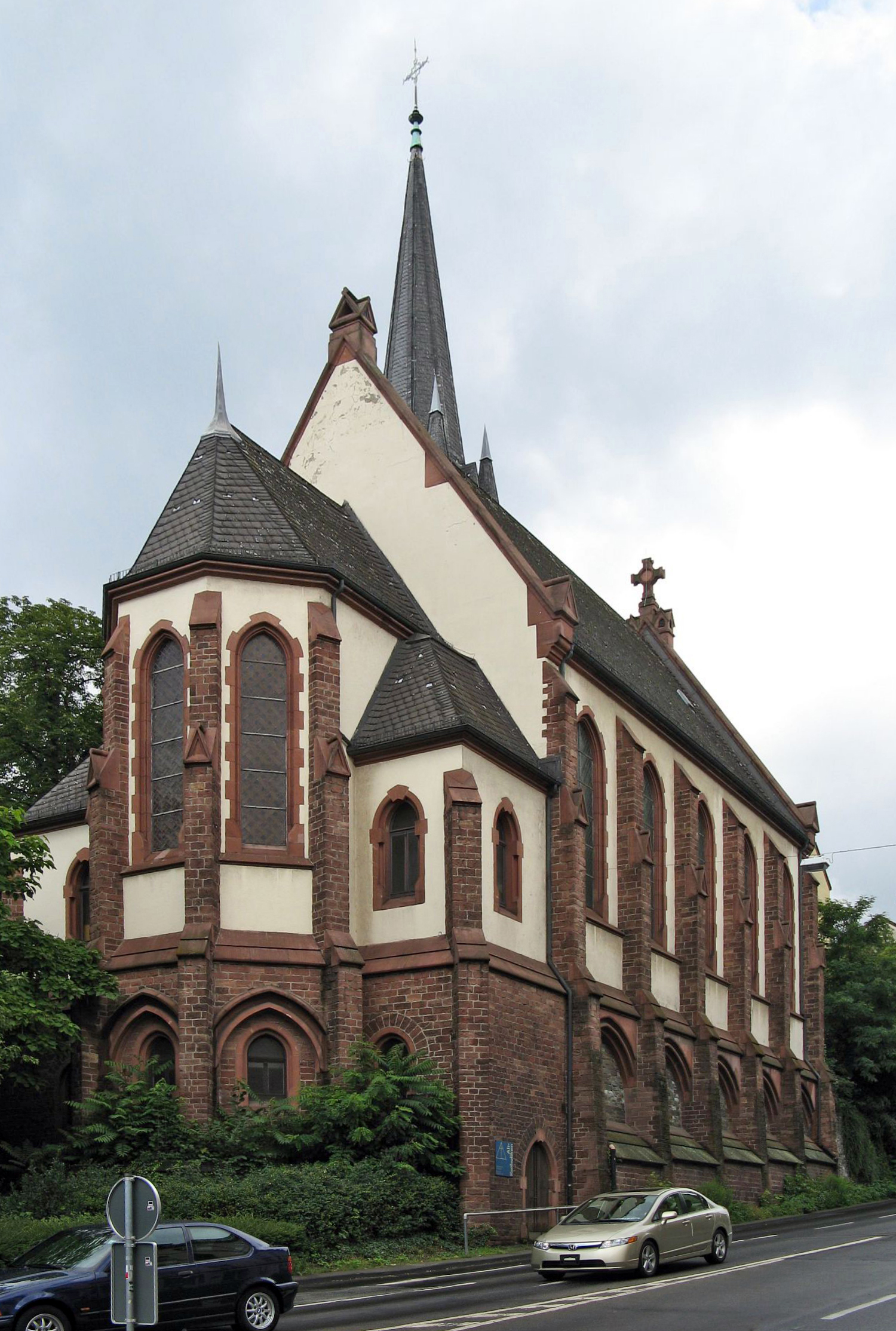
Oud-katholieke Friedenskirche
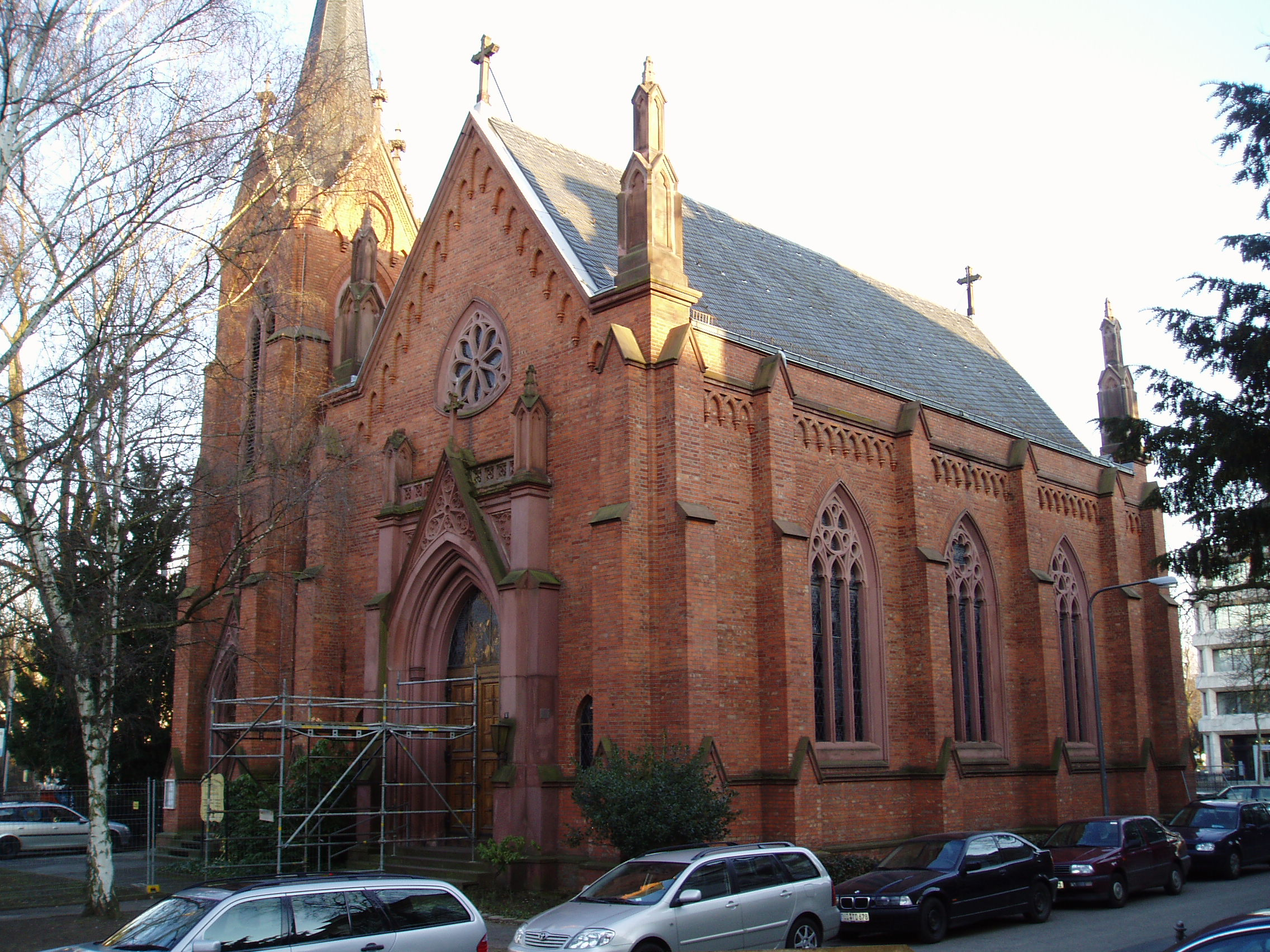
Anglicaanse kerk
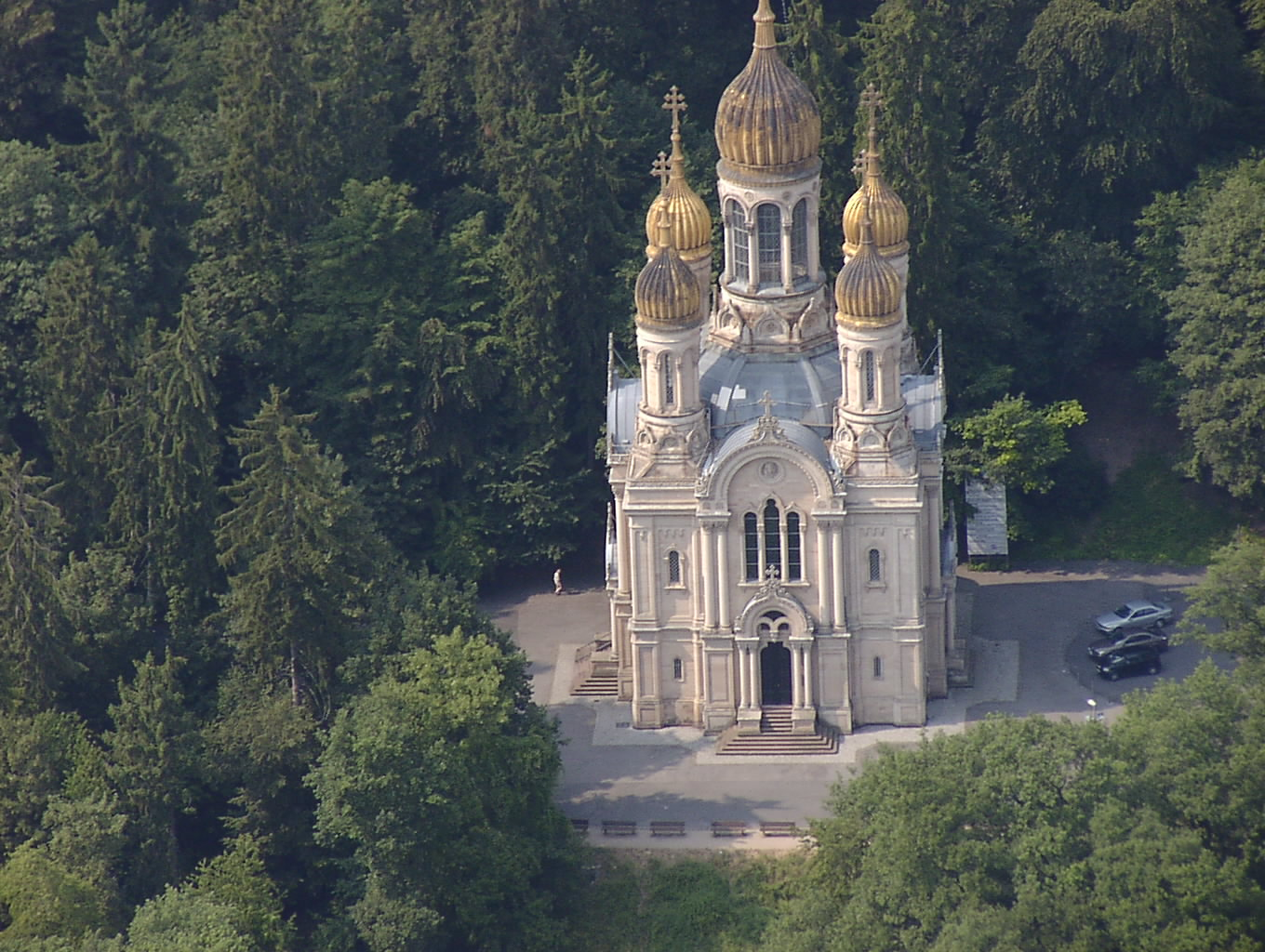
Russisch-orthodoxe kerk
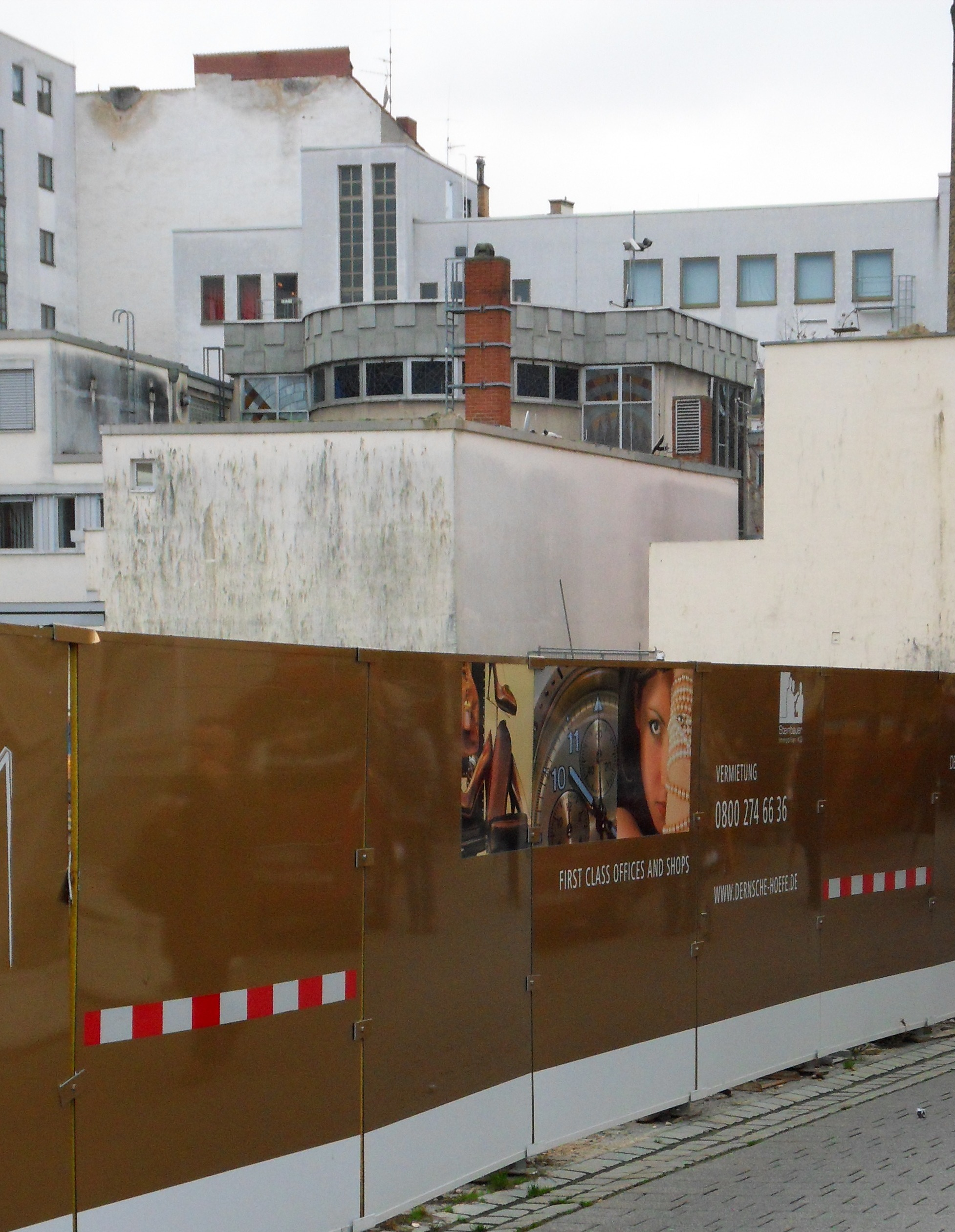
Bovenverdieping nieuwe synagoge
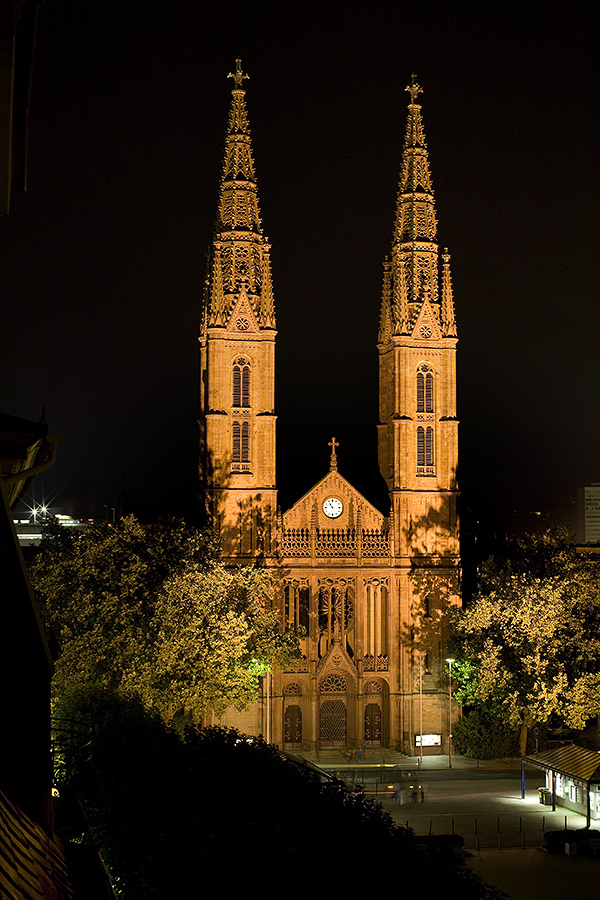
Bonifatiuskerk op Luisenplatz
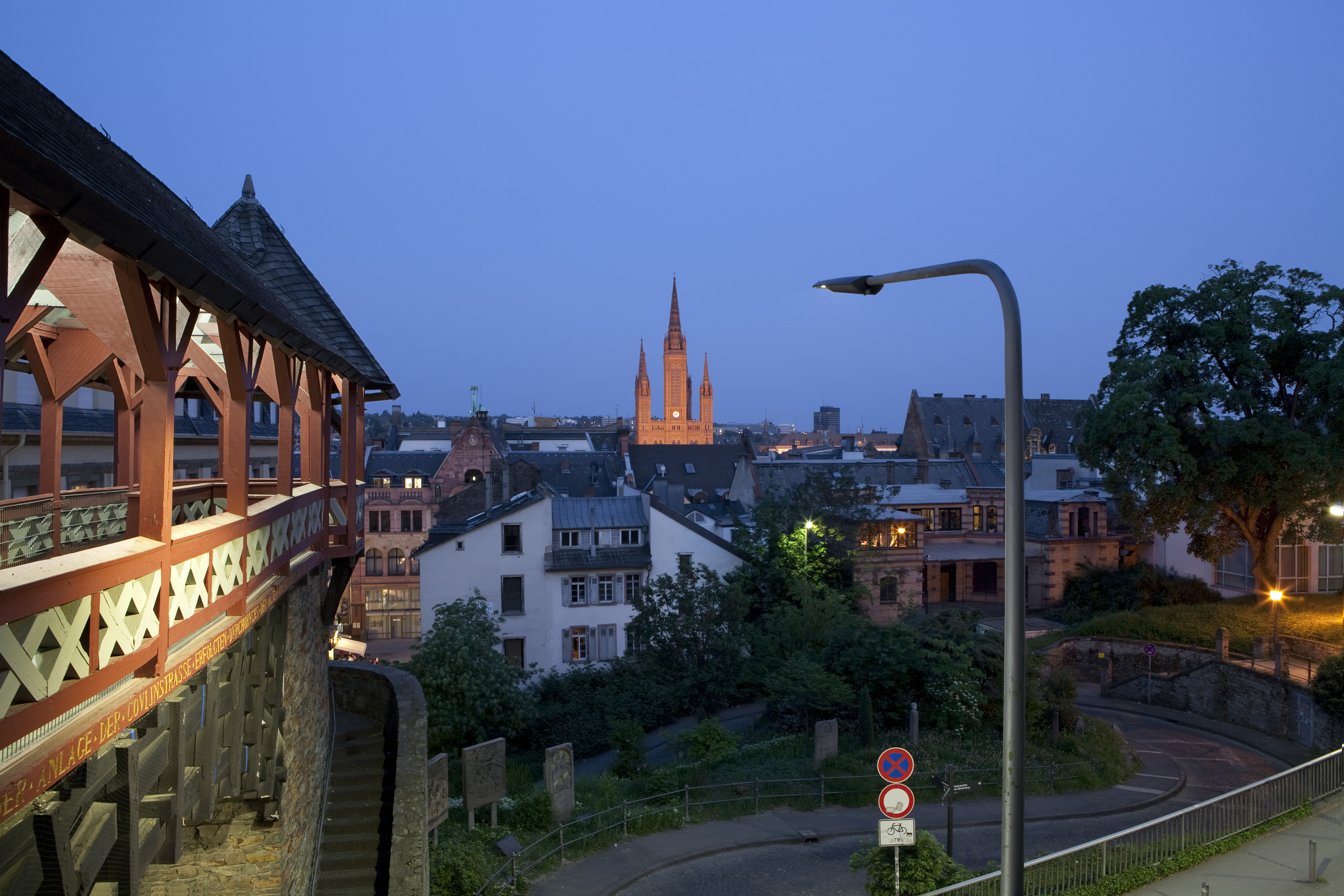
Blik vanaf Römertor op de Marktkirche

#### Theater

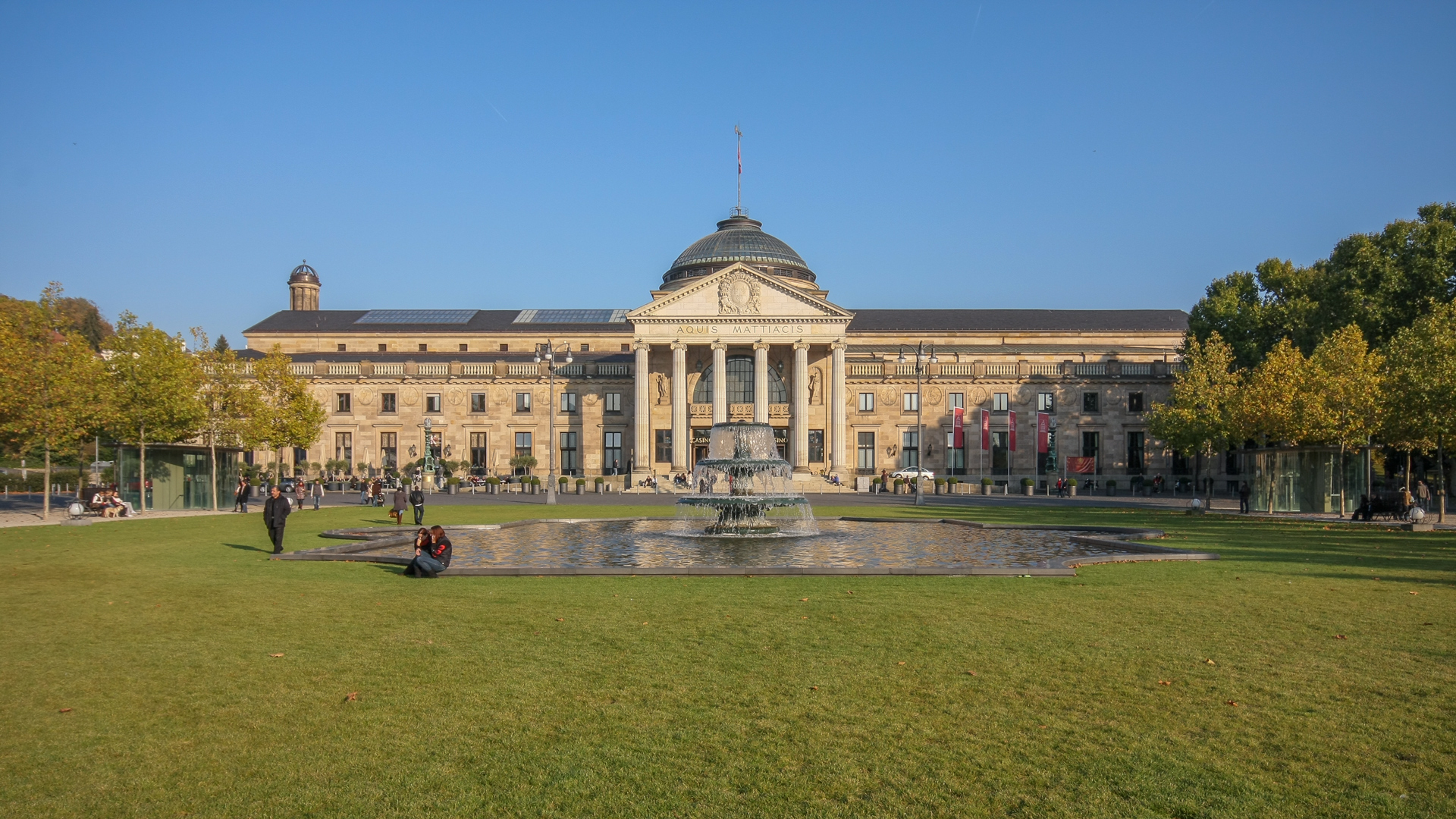
Het Kurhaus

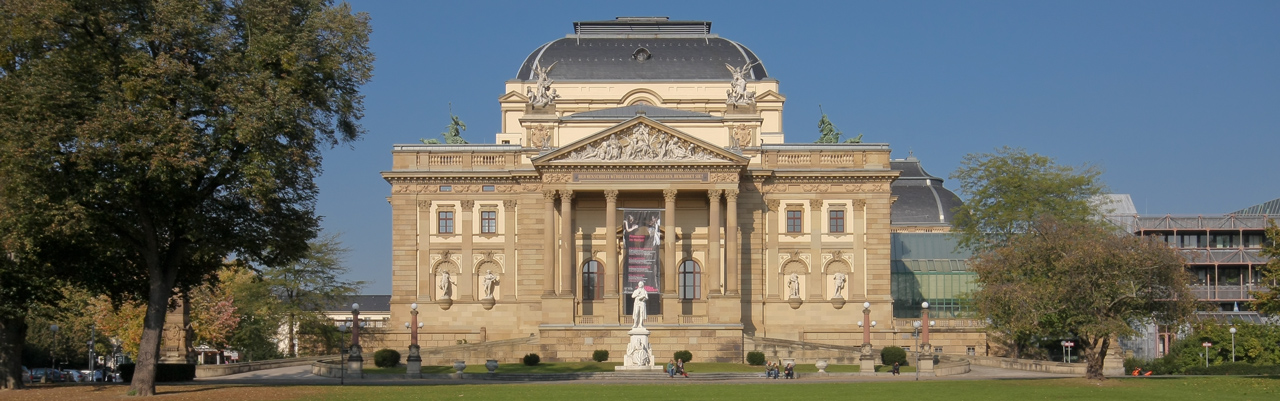
De Hessische Staatstheater

- Het Hessische Staatstheater: op 16 oktober 1894 en ingewijd door Keizer Wilhelm II. Dit is het belangrijkste theater in de stad. Elk jaar sinds 1986 vinden de "Internationale Maifestspiele" plaats in het theater.
- De "Rhein-Main-Hallen" op de Wilhelmstraße werden geopend in 1957. Zij vormen vaak het kader voor beurzen, concerten, congressen en andere evenementen. In totaal zijn er ongeveer 110 evenementen met 400.000 bezoekers per jaar.
- Het Kurhaus, waar het Wiesbaden Casino is gehuisvest met twee balzalen.

Andere bekende locaties zijn het "Pariser Hoftheater", de "Tattersall", het "Thalhaus" en het "Schlachthof".

#### Musea
Het grootste museum in de stad is het Museum Wiesbaden. Het heeft een kunstcollectie, een natuurhistorische collectie en een verzameling van oudheden Nassau. Deze laatste vormt de basis voor het "Stadtmuseum". Een van de belangrijkste tentoonstellingen van het museum is een grote hoeveelheid schilderijen van Alexej von Jawlensky, en een van de oudste collecties van insecten van Maria Sibylla Merian.

#### Parken en natuurgebieden

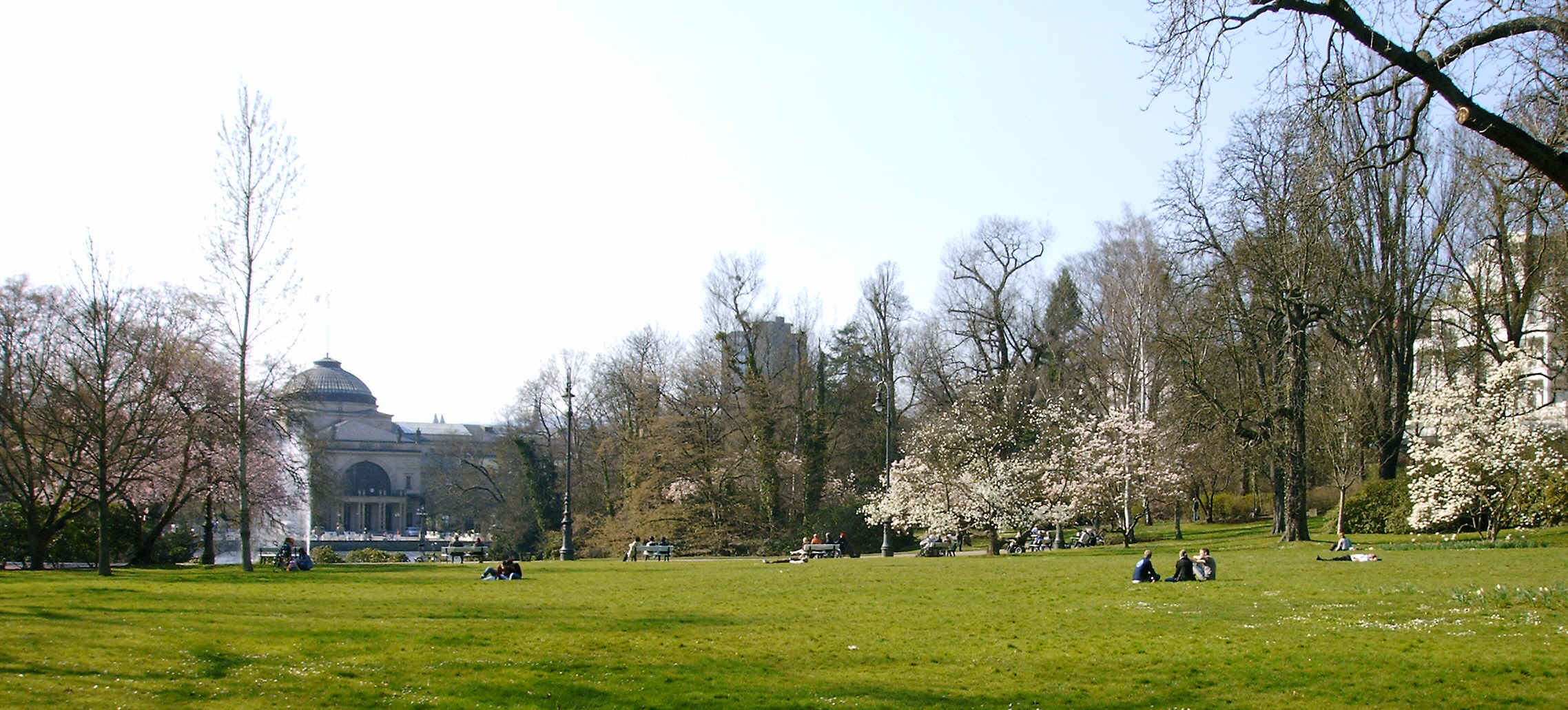
Het Kurpark

Wiesbaden is voor een stad rijk aan natuur. Binnen de gemeentegrens ligt een omvangrijk, ruigbegroeid bosgebied. Verspreid door de stad liggen enkele grotere en kleinere parken, zoals het Kurpark, de Warmer Damm, de Reisinger Anlagen en de Düreranlage. Onderdeel van de bosgebied is het "Wiesbadener Stadtwald" in het noorden van de stad. De meeste andere landgoederen liggen, soms aaneengesloten, aan de rand van de stad, waar ze een omvangrijke groene gordel vormen die aan de noordkant van de stad overgaat in de Taunus. Noordelijk van de centrum ligt de Fasanerie, een dierenpark en het onderkomen van meer dan 250 dieren van zo'n 50 verschillende soorten.

#### Toerisme
Het toerisme, in combinatie met de functie als een spa, conferentie-en de hoofdstad, vormt een belangrijke economische factor. Het aantal overnachtingen in 2012 bedroeg 1,093 miljoen. Er zijn 78 hotels en pensions met ongeveer 6.978 bedden in Wiesbaden.

### Sport

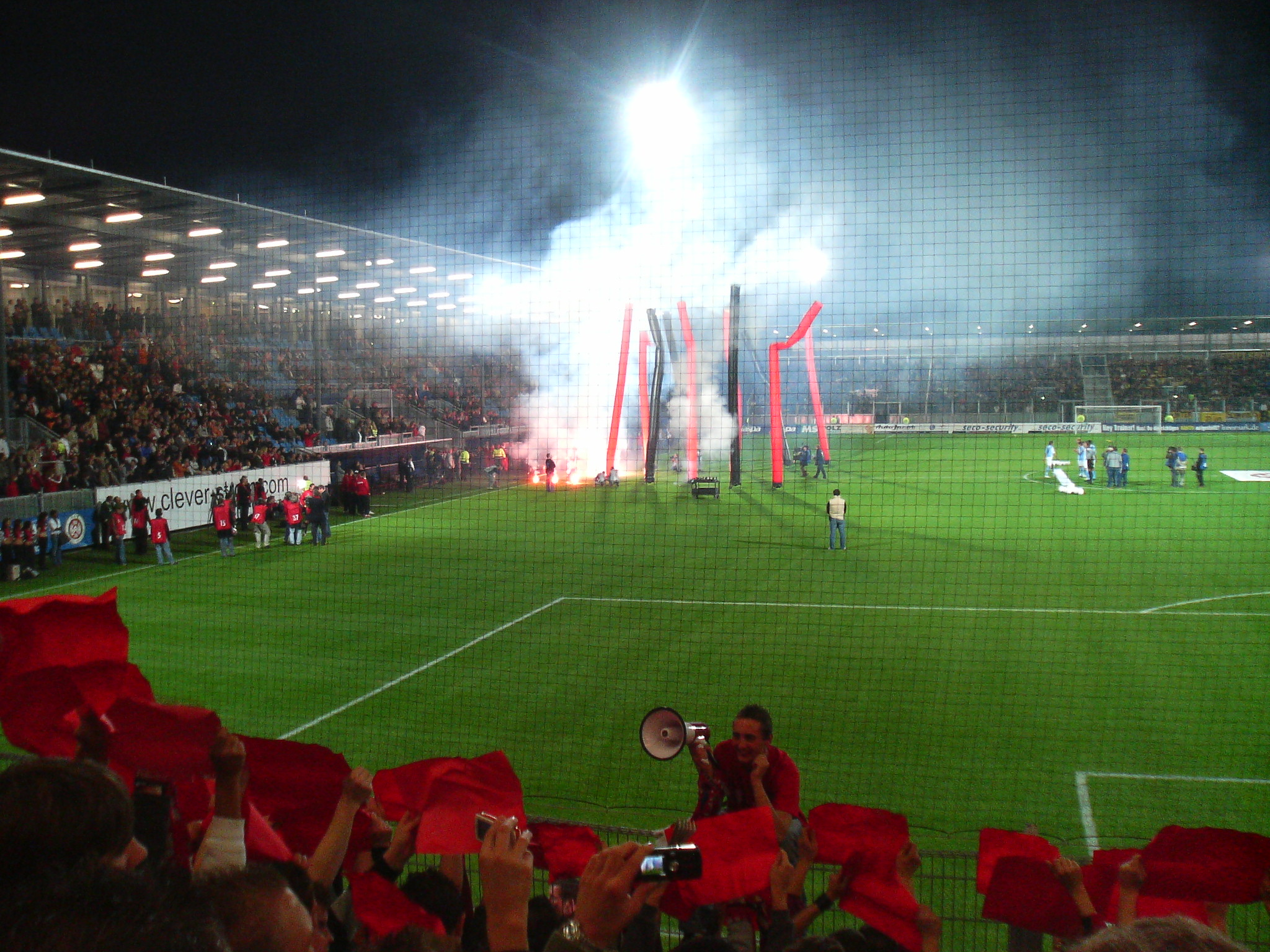
De Brita-Arena, de thuishaven van SV Wehen Wiesbaden bij de opening in 2007

In de 3. Liga (is de op twee na hoogste afdeling van het Duitse profvoetbal) heeft Wiesbaden een club spelen: SV Wehen Wiesbaden. Het team speelt in de Brita-Arena met 12.566 plaatsen. De SV Wiesbaden speelt in de Verbandsliga (is de op een na hoogste afdeling van profvoetbal in Hessen) een heeft haar thuishaven in het "Helmut-Schön-Sportpark" met 11.000 plaatsen. Het vrouwen-volleybalteam van 1. VC Wiesbaden speelt in de eredivisie (Bundesliga).
Wiesbaden was één keer etappeplaats in de wielerkoers Ronde van Frankrijk. In 1980 won de Nederlander Jan Raas er de etappe.

## Verkeer en vervoer

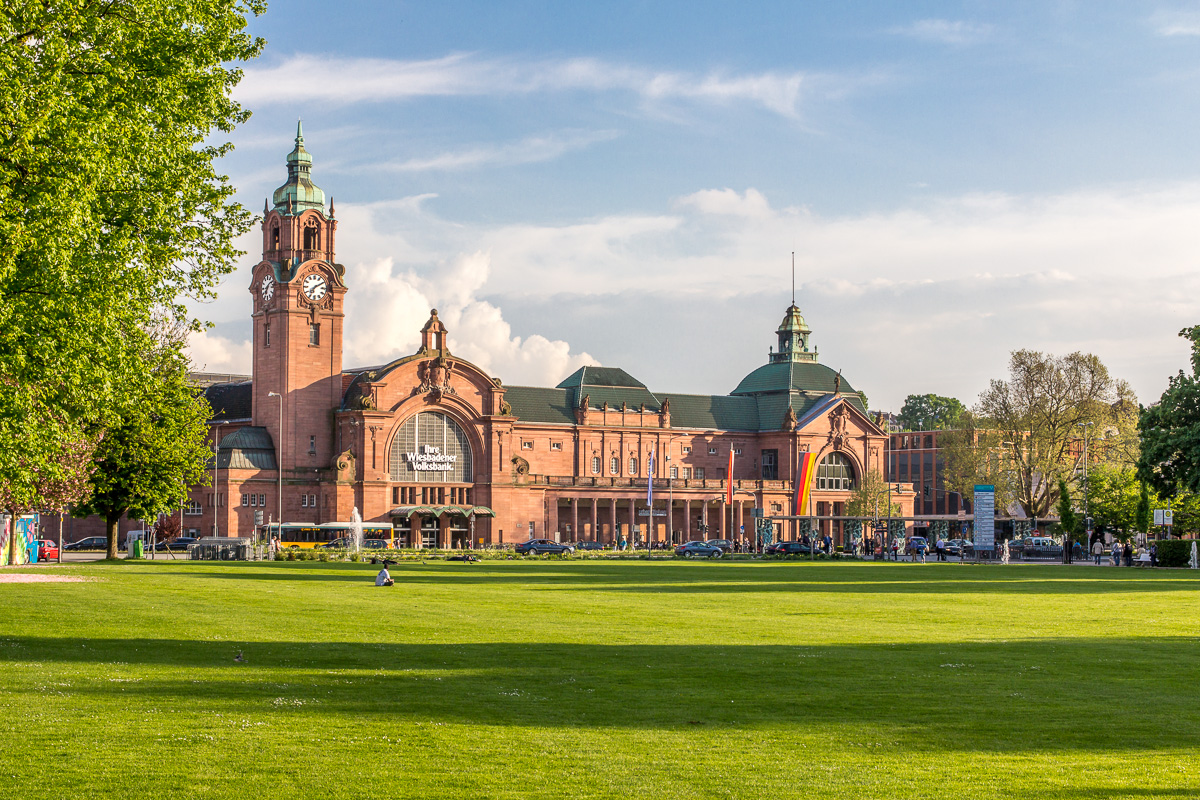
Façade van Wiesbaden Hauptbahnhof

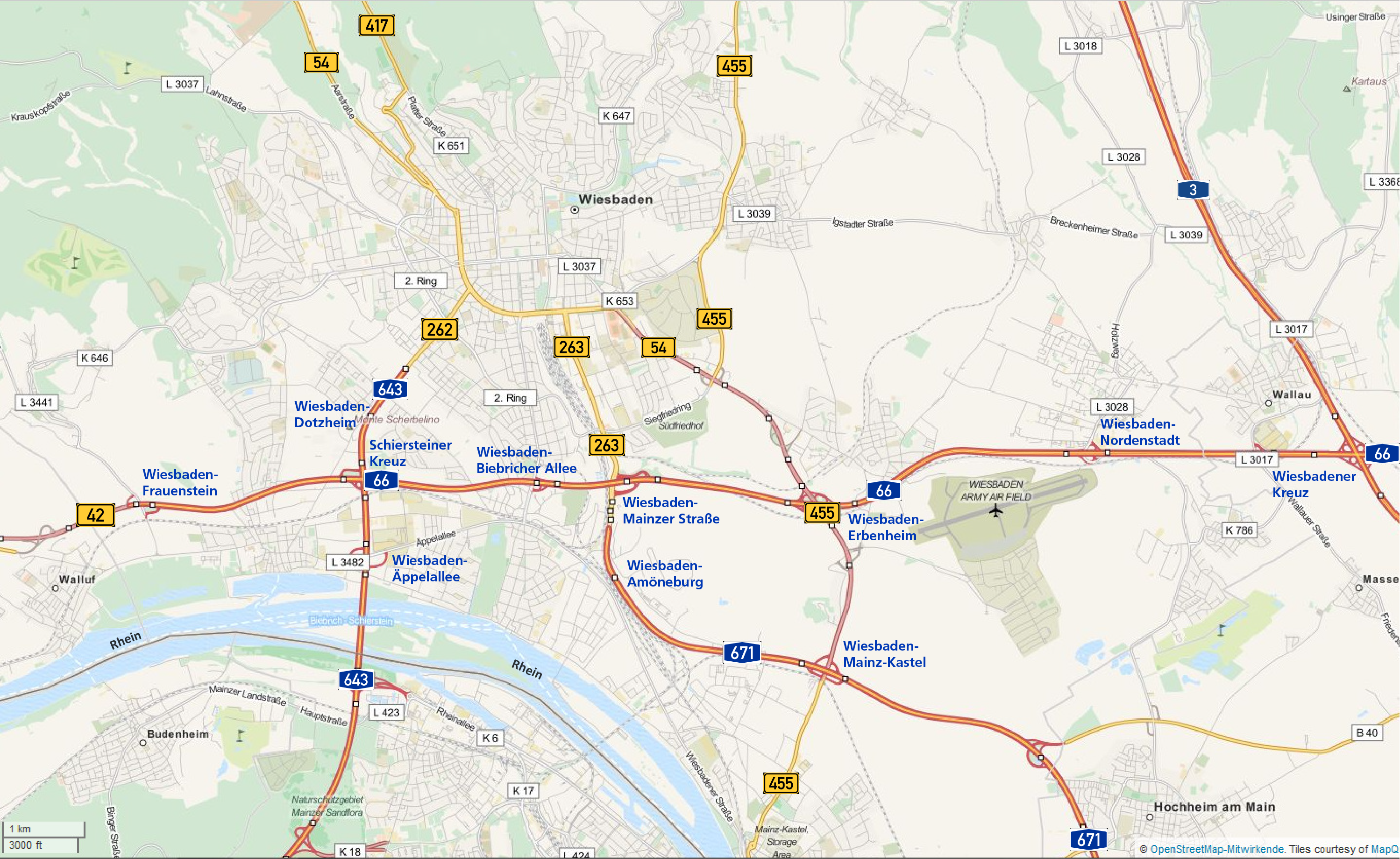
Autosnelwegen om Wiesbaden en Wiesbadense stadsroutes

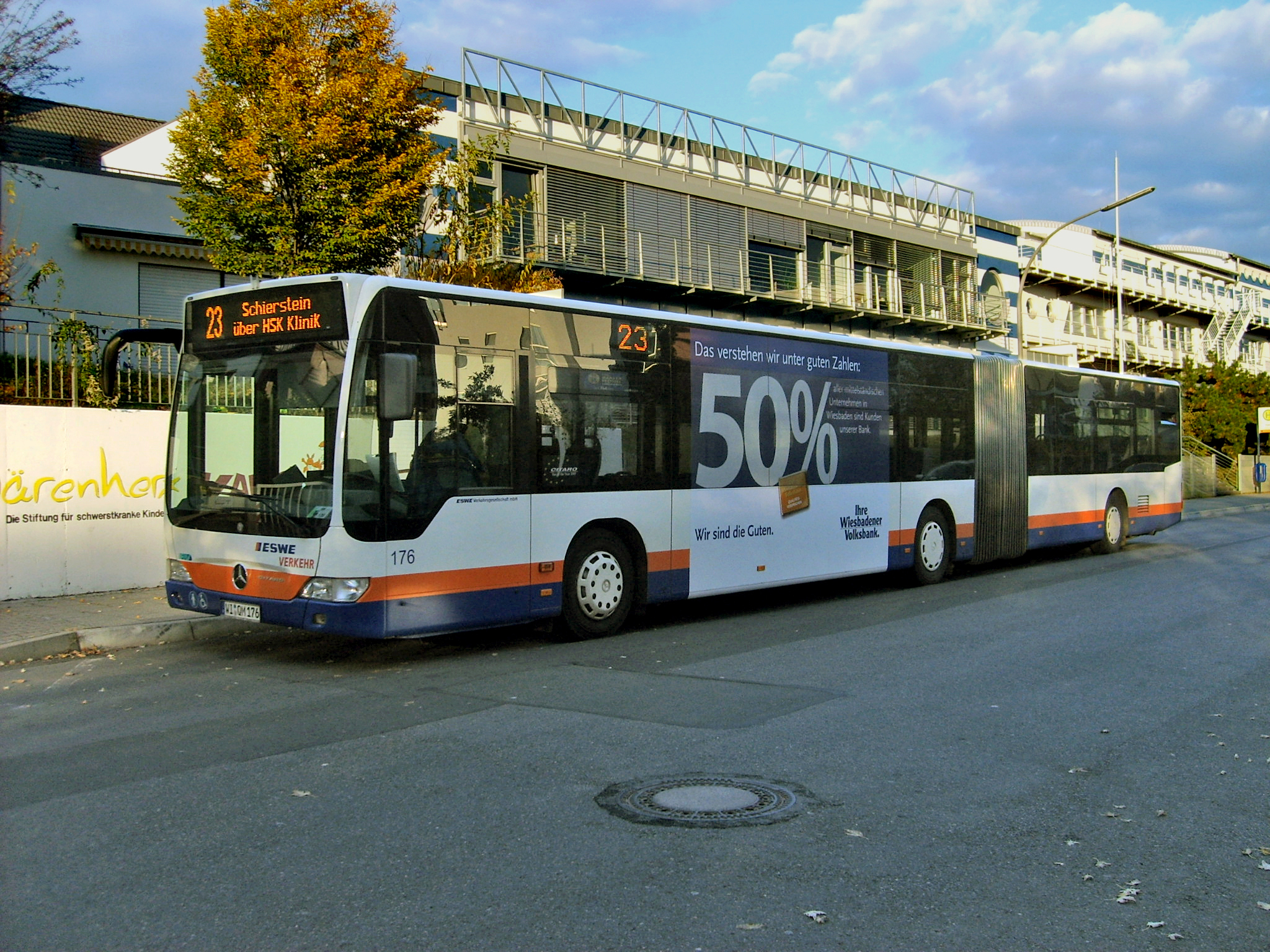
Een bus van de ESWE aan de halte "Schierstein Hafen"

### Autoverkeer
De Autobahnen rond om Wiesbaden behoren tot de drukste wegen van Hessen. De stad is direct aangesloten op in totaal 4 Bundesautobahnen. In het zuiden van de stad loopt de A66, die vanaf het Rheingau tot Frankfurt voert. Ten oosten van de stad ligt de A3, die in zuidoostelijke richting Midden- en Zuid-Duitsland doorkruist. De A643 uit Mainz eindigt in het centrum van de stad en nog de A671, die over een afstand van 12 kilometer het centrum met de A60 verbindt.
Op kleinere schaal zijn er nog twee andere ringwegen: de dubbele Ringstraße ook 1. Ring omsluit de westelijke centrum en de 2. Ring omringt de aan de centrum grenzende westelijke wijken.
Op het Wiesbadener Kreuz, komen de A3 en A66 samen. Dagelijks passeren ongeveer 210.000 motorvoertuigen dit verkeersknooppunt, wat het tot een van drukste van Hessen en Duitsland maakt.

### Spoorwegen
Het hoofdstation fungeert niet alleen als knooppunt voor openbaar vervoer in de stad en de regio, maar heeft snelle verbindingen met grote steden door heel Duitsland, waaronder Berlijn, Hamburg, Keulen, München, Stuttgart en Hannover. Door de hogesnelheidslijn tussen Frankfurt en Keulen bedraagt de reistijd tussen Keulen en Wiesbaden ongeveer een uur. Andere stations in Wiesbaden zijn: Biebrich en Schierstein aan de spoorlijn Keulen - Wiesbaden. De stations Aurigen-Medenbach, Igstadt en Erbenheim zijn aan de spoorlijn Wiesbaden - Niedernhausen. Wiesbaden Ost en Mainz Kastel liggen aan de spoorlijn Frankfurt - Wiesbaden.

### Stads- en streekvervoer
Wiesbaden en omgeving hebben een uitgebreid netwerk van stads- en streekvervoer, in de vorm van de S-Bahn en het busnet.
De S-Bahn Rhein-Main verbindt Wiesbaden met de omliggende plaatsen en steden in de Rhein-Main-regio. Drie van de in totaal negen S-Bahnlijnen leiden tot Wiesbaden. De lijnen gaan naar steden als Frankfurt, Mainz, Offenbach en Hanau. Het netwerk heeft een totale lengte van ruim 300 kilometer en telt meer dan 100 stations.
De stad kent een uitgebreid buslijnennet van het gemeentelijk busbedrijf ESWE. De meeste bussen rijden maandag tot en met zaterdag om de 10 minuten. Het netwerk bestaat uit 40 buslijnen waaronder 9 nachtlijnen. De belangrijkste bushaltes zijn "Hauptbahnhof", "Dernsches Gelände/Wilhelmstraße", "Luisenplatz/Kirchgasse" en "Platz der Deutschen Einheit/Schwalbacher Straße - LuisenForum". Met uitzondering van vier lijnen houden alle lijnen minstens aan een van deze haltes aan. De ESWE heeft 233 bussen waaronder 98 gelede bussen zijn.

### Luchtvaart
Het dichtstbijzijnde vliegveld is de luchthaven van Frankfurt am Main op ongeveer 30 km.  Gedurende de dag rijden treinen van de S-Bahn elke 15 minuten naar Frankfurt luchthaven station. De reistijd vanaf Wiesbaden Hauptbahnhof is ongeveer 40 minuten.
In het stadsdeel Erbenheim is een militaire vliegbasis van de Amerikaanse landmacht. Op de vliegbasis bevindt zich het Europese hoofdkwartier van de United States Army Europe.

## Opleiding en onderzoek

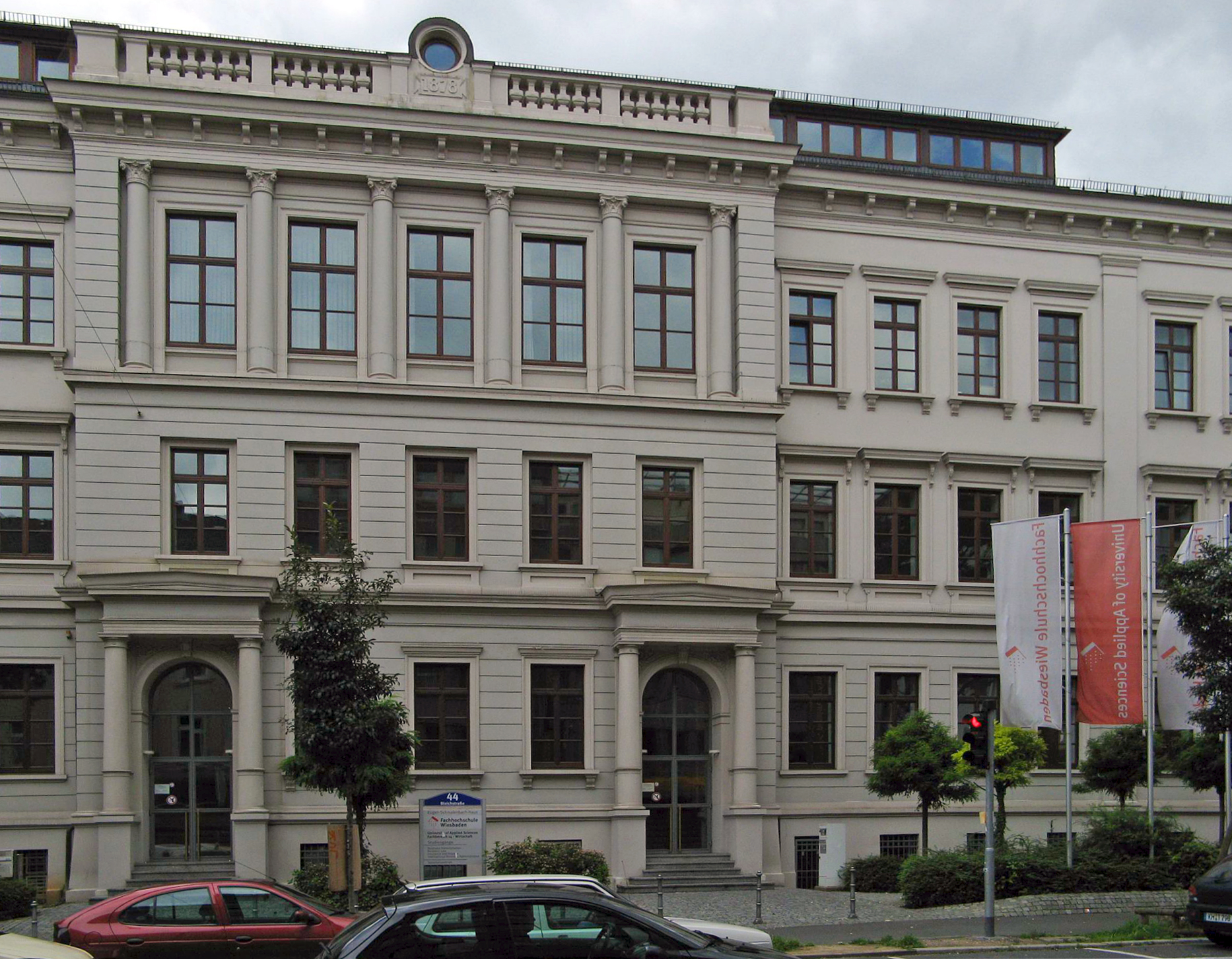
Het hogeschoolgebouw van de economie-campus in de centrum van Wiesbaden

De meest nabij gelegen universiteiten zijn die van Mainz en Frankfurt. In Wiesbaden is de Hochschule RheinMain met ongeveer 10.000 studenten. In de stad zijn verder alle belangrijke onderwijstypen die in Duitsland bestaan aanwezig.

## Geboren in Wiesbaden
- Adolf van Luxemburg (1817-1905), groothertog van Luxemburg (1890-1905)
- Maurits van Nassau (1820-1850), prins uit de Walramse tak van het Huis Nassau
- Helena van Nassau (1831-1988), moeder van koningin Emma
- Wilhelm Dilthey (1833-1911), historicus
- Sophia van Nassau (1836-1913), koningin van Zweden en Noorwegen
- Emil Pfeiffer (1846-1921), arts
- Hermann Diels (1848-1922), classicus
- Karl Brugmann (1849-1919), taalkundige
- Willem IV van Luxemburg (1852-1912), groothertog van Luxemburg (1905-1912)
- Karl Heun (1859-1929), wiskundige
- August Conrady (1864-1925), oriëntalist en professor in Oost-Aziatische talen
- Heinrich Rubens (1865-1922), natuurkundige
- Pavlo Skoropadsky (1873-1945), Oekraïens politicus
- Ludwig Hohlwein (1874-1949), afficheontwerper, grafisch ontwerper, architect en schilder
- Ernst Scholz (1874-1932), politicus
- Alice Archenhold (1874-1943), Duits astronme
- Ludwig Beck (1880-1944), generaal
- Alexander Rüstow (1885-1963), socioloog en econoom
- Günther Lütjens (1889-1941), admiraal
- Helmuth Plessner (1892-1985), filosoof en socioloog
- Ernst Denny Hirsch Ballin (1898-1975), juridische autoriteit in auteursrecht
- Wilhelm Stuckart (1902-1953), jurist
- Adolf Schön (1906-1987), wielrenner
- Richard Koebner (1910-2002), Amerikaans componist, muziekpedagoog, dirigent, hoboïst en arrangeur
- Simone Signoret (1921-1985), Frans actrice
- Paul Kuhn (1928-2013), pianist, bandleider en zanger
- Hannie Termeulen (1929-2001), Nederlands zwemster
- Charlotte Posenenske (1930-1985), kunstenaar en socioloog
- Dieter Rams (1932), meubelmaker, architect en industrieel vormgever
- Daweli Reinhardt (1932-2016), gitarist
- Josef Bücheler (1936), beeldhouwer
- Hans Zender (1936-2019), componist
- Volker Schlöndorff (1939) filmmaker
- Jürgen Grabowski (1944-2022), voetballer
- Biruté Galdikas (1946), Canadees primatologe, natuurbeschermster, ethologe en schrijfster
- Edzard Ernst (1948), Brits arts
- Birgit Hogefeld (1956), voormalig terroriste
- Tim Reynolds (1957), Amerikaans gitarist en multi-instrumentalist
- John McEnroe (1959), Amerikaans tennisser
- Stefan Blöcher (1960), hockeyer
- Gary Weeks (1972), Amerikaans acteur, filmproducent, filmregisseur en scenarioschrijver
- Shannon Claire Spruill (1975-2021), Amerikaans worstelaar
- Tobias Welz (1977), voetbalscheidsrechter
- Helge Meeuw (1984), zwemmer
- Nico Rosberg (1985), Formule 1-coureur
- Benjamin Hübner (1989), voetballer
- Robin Poggenwisch (1989), Nederlands rolstoelbasketballer
- Carola Schnell (1989), actrice
- Shawn Parker (1993), Duits-Amerikaans voetballer
- Max Hopp (1996), darter
- Devante Parker (1996), Duits-Amerikaans voetballer